# Lerulete
Lerulete ist eine osttimoresische Aldeia im Suco Saboria (Verwaltungsamt Aileu, Gemeinde Aileu). 2015 lebten in der Aldeia 239 Menschen.

## Geographie
Von dem langgestreckten Suco Saboria bildet die Aldeia Lerulete den Mittelteil. Nördlich liegt die Aldeia Bermanuleu, südlich die Aldeia Saboria. Im Osten befindet sich der Suco Fahiria und im Westen der Suco Aissirimou. Entlang der Grenze fließt der Rureda, ein Nebenfluss des Nördlichen Laclos. Nur im Nordwesten gehört ein kleines Territorium am anderen Flussufer zu Lerulete.

## Politik
2023 wurde Marcelino Bere Lopes zum Chefe de Aldeia gewählt.